# Českomoravský svaz hokejbalu
Českomoravský svaz hokejbalu (ČMSHb) je zakládající člen Mezinárodní hokejbalové federace a orgán, který organizuje hokejbal v Česku.
Českomoravský svaz hokejbalu zorganizoval již několik mistrovství světa, jak seniorských, tak juniorských, zatím posledním z nich bylo Mistrovství světa v hokejbale juniorů 2023, které se konalo v Liberci, konkrétně v Home Credit Aréně. Poslední seniorské mistrovství světa zorganizoval svaz v roce 2017.

## Řízení ČMSHb
Nejvyšším orgánem svazu je valná hromada. Ta je svolávána každý rok, jednou za čtyři roky je valná hromada volební. V období mezi valnými hromadami řídí ČMSHb sedmičlenné předsednictvo, v jehož čele stojí předseda svazu. V rámci ČMSHb působí odborné komise, kterých je v současné době devět (ligová, technická, disciplinární, rozhodčích, delegátů, mládeže a metodiky, ženského hokejbalu, matriční a odvolací).